# Garelli Fashion 150
Die Garelli Fashion 150 war ein Motorroller des italienischen Herstellers Garelli, der zwischen 2008 und 2012 produziert wurde. Der Roller hatte einen luftgekühlten Einzylinder-Viertaktmotor und ein stufenloses Getriebe.

## Technische Daten
| Merkmal               | Garelli Fashion 150               |
| --------------------- | --------------------------------- |
| Produktionszeitraum   | 2008–2012                         |
| Motortyp              | Einzylinder-Viertakt, luftgekühlt |
| Hubraum               | 149,5 cm³                         |
| Leistung              | 10 PS (7,4 kW) bei 7500/min       |
| Drehmoment            | 9,8 Nm bei 6500/min               |
| Getriebe              | stufenloses Getriebe              |
| Antrieb               |                                   |
| Bremse vorne          | Scheibenbremse                    |
| Bremse hinten         | Trommelbremse                     |
| Radstand              | 1340 mm                           |
| Maße (L×B×H)          | 1950 mm × 680 mm × 1150 mm        |
| Sitzhöhe              | 780 mm                            |
| Leergewicht           | 115 kg                            |
| Höchstgeschwindigkeit | ca. 100 km/h                      |